# Беспощадний (есмінець, 1936)
«Беспощадний» (рос. «Беспощадный») — військовий корабель, ескадрений міноносець проєкту 7 військово-морського флоту СРСР за часів Другої світової війни.
Есмінець «Беспощадний» 15 травня 1936 року закладений на верфі ССЗ № 198 ім. Андре Марті у Миколаєві, 5 грудня 1936 року спущений на воду. 2 жовтня 1939 року корабель уведений до складу радянського Чорноморського флоту. Перебував у складі крейсерської бригади, де було два дивізіони есмінців; у другий дивізіон входили всі шість радянських ескадрених міноносців «сімок»: «Бодрий», «Бойкий», «Бистрий», «Беспощадний», «Бдительний» і «Безупречний». З них пережили війну лише перші два.

## Бойовий шлях
На початок німецько-радянської війни «Беспощадний» перебував у складі 2-го дивізіону есмінців Загону легких сил з базуванням на ВМБ Севастополя. 24 червня 1941 року разом з есмінцями «Смишлений» і «Харків» вийшов у район острова Зміїний для попередження набігу шести ворожих есмінців на бази радянського флоту для висадки німецького десанту в районі Одеси. Після доби маневрування в заданому районі кораблі повернулися на базу — припущення командування про висадку десанту виявилося помилковим.
У серпні-вересні есмінець брав участь в обороні Одеси. Він ескортував транспорти, перевозив війська та вантажі. 25, 26 серпня, 1, 2, 18, 19 і 20 вересня підтримував вогнем війська, що оборонялися. Есмінець був включений до складу десантного загону (крейсери «Червоний Кавказ», «Червоний Крим», есмінці «Безупречний», «Бойкий» та «Фрунзе») для висадки під Одесою 3-го полку морської піхоти. 21 вересня «Беспощадний» відконвоював до Одеси три транспорти, на переході відбив атаку німецької авіації.
22 вересня дев'ятка Ju 87 атакувала «Безупречний», який отримав тяжкі пошкодження та втратив ходу. «Безпощадний» взяв пошкоджений корабель на буксир та відвів його до Одеси. Але на виході з Одеси корабель атакували понад 20 Ju 87. Внаслідок повітряних атак носова частина корпусу до 35 шпангоуту була фактично відірвана. Есмінець «Сообразительний» узяв пошкоджений «Беспощадний» на буксир і доставив його до Севастополя. Корабель спочатку ремонтувався у Північному доку, а потім — на заводі № 201. Носова частина від нульового до 18-го шпангоуту була запозичена у загиблого есмінця «Бистрий», ділянку від 18-го до 40-го шпангоуту довелося виготовити наново.
12 листопада, все ще перебуваючи на ремонті «Беспощадний» зазнав нападу «Штук» StG 77, в результаті чого зазнав серйозних пошкоджень. 14 листопада його поставили на аварійний ремонт, а через три дні відбуксирували есмінцем «Шаумян» до Поті для подальшого ремонту, який тривав до вересня 1942 року.
Указом Президії Верховної Ради СРСР від 3 квітня 1942 року за активну участь в обороні Одеси есмінець «Беспощадний» першим серед надводних кораблів у роки війни був нагороджений орденом Червоного Прапора.
6 жовтня 1943 року загін кораблів у складі лідера «Харків», есмінців «Способний» та «Беспощадний» повертався з набігової операції до берегів Криму. На шляху кораблі зазнали ряду послідовних ударів німецьких пікіруючих бомбардувальників, внаслідок яких об 11:50 «Беспощадний» отримав три прямі влучення і втратив ходу. Есмінець «Способний» почав по черзі буксирувати «Безпощадний» та «Харків», який теж втратив ходу. З 14:10 15 Ju 87 під прикриттям 12 Me 109 кілька разів атакували кораблі, і о 14:13 під час чергового нальоту «Беспощадний» отримав ще чотири прямі влучення, розломився навпіл і о 14:25 затонув. Більшість членів екіпажу опинилися у воді і були затягнуті у вирву, що утворилася внаслідок затоплення корабля; врятувати вдалося лише 41 особу, зокрема командира корабля. Двох встиг підняти на борт «Способний», який незабаром сам був потоплений. Решту врятували катери та гідролітаки.